# Felice et Boudleaux Bryant
Pour les articles homonymes, voir Bryant.
 (septembre 2015).
Si vous disposez d'ouvrages ou d'articles de référence ou si vous connaissez des sites web de qualité traitant du thème abordé ici, merci de compléter l'article en donnant les références utiles à sa vérifiabilité et en les liant à la section « Notes et références ».

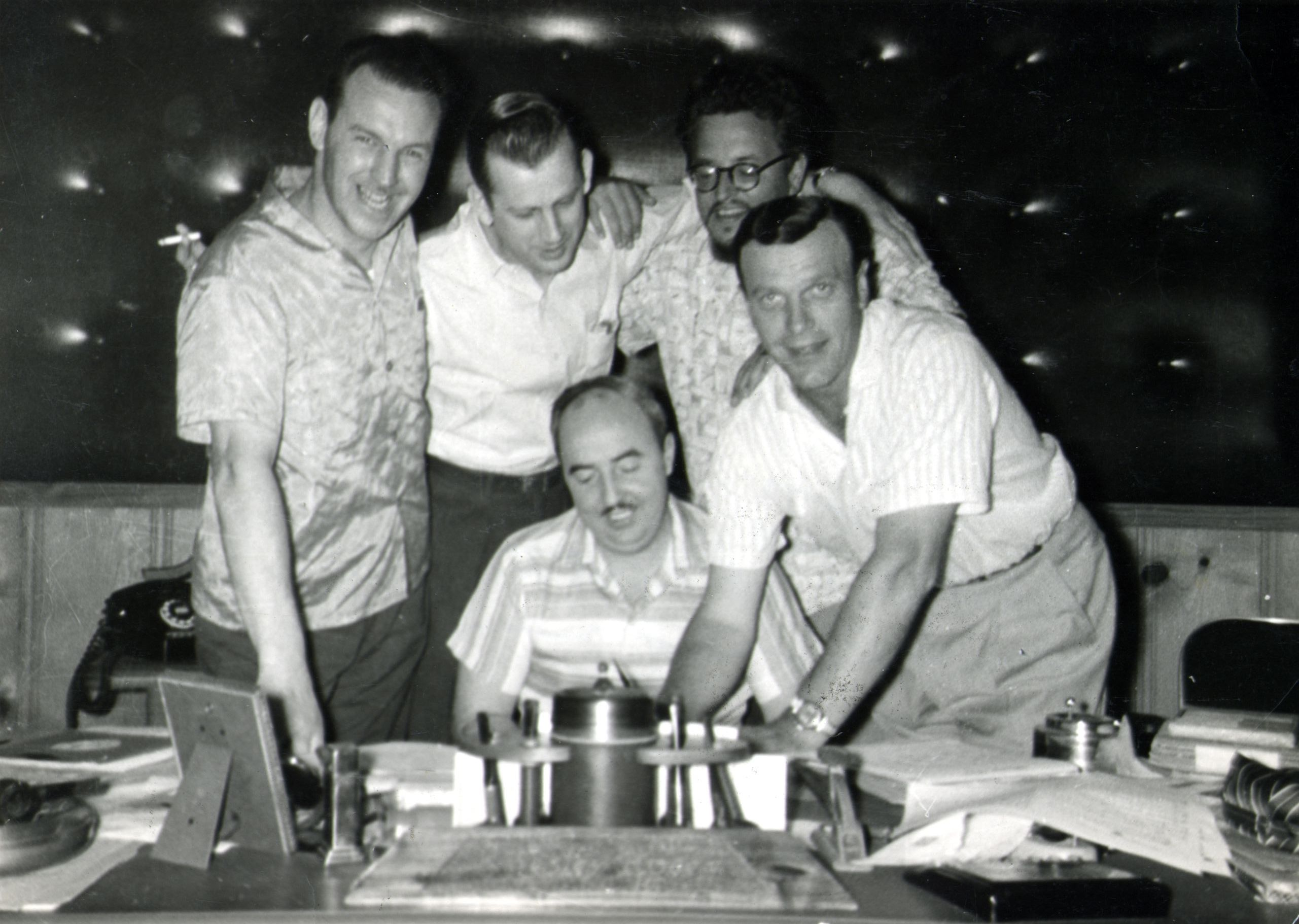
Photographie de Donn Reynolds en studio d'enregistrement avec George Morgan, Wesley Rose, Boudleaux Bryant et Eddy Arnold

Felice Bryant (née Matilda Genevieve Scaduto, 17 août 1925 – 22 avril 2003) et Diadorius Boudleaux Bryant (13 février 1920 – 25 juin 1987) est un couple américain d'auteur-compositeurs qui a écrit des chansons folk et pop, notamment Rocky Top, Love Hurts, et un grand nombre de succès des Everly Brothers comme All I Have to Do Is Dream et Bye Bye Love.

## Discographie
Little Jimmy Dickens
- Country Boy
- Bessie The Heifer

Everly Brothers
- Bye Bye, Love
- Wake Up Little Susie
- All I Have to Do Is Dream
- Donna Donna
- Brand New Heartache
- Problems
- Poor Jenny
- Radio & TV
- Oh True Love
- Take a Message To Mary
- Bird Dog
- Like Strangers
- Always It's You
- Love of My Life
- Love Is All I Need
- Lonely Island
- Just in Case
- Devoted to You
- You Thrill Me
- Some Sweet Day
- Sleepless Nights
- Nashville Blues
- Love Hurts
- So How Come (No One Loves Me)

Buddy Holly
- Raining In My Heart

Gram Parsons et Emmylou Harris
- Love Hurts
- Sleepless Nights
- Brand New Heartache

Emmylou Harris
- Sleepless Nights
- Like Strangers
- Love Hurts

Ricky Van Shelton
- Loving Proof

Autres artistes
- Rocky Top – The Osborne Brothers
- Mexico (instrumental) – Bob Moore et son orchestre
- Come Live with Me – Roy Clark
- Raining in My Heart – Robert Wyatt
- She Wears My Ring – Solomon King
- Have a Good Time - Sue Thompson
- Sugar Beet – Moon Mullican
- Blue Boy – Jim Reeves
- Bella Belinda - Donn Reynolds
- I'm Gonna Slip You Offa My Mind – Tommy Zang
- Midnight – Red Foley
- You're the Reason God Made Oklahoma - David Frizzell et Shelly West